# Hungerbrunnental (Naturschutzgebiet)
Das Naturschutzgebiet Hungerbrunnental liegt auf dem Gebiet der Gemeinde  Altheim im Alb-Donau-Kreis in Baden-Württemberg.
Das aus drei Teilflächen bestehende Gebiet erstreckt sich östlich und nordöstlich des Kernortes von Altheim zu beiden Seiten der Landesstraße L 1165. Südlich des Gebietes verläuft die Kreisstraße K 7400.

## Bedeutung
Das 29,9 ha große Gebiet steht seit dem 10. Mai 1995 unter der Kenn-Nummer 4.260 unter Naturschutz. Es handelt sich um „Kalkmager- bzw. Schafweiden (Wacholderheiden) mit eingestreuten Wiesen und angrenzende Obstwiesen.“ Es ist Zufluchtsort zahlreicher licht- und wärmeliebender Pflanzen- und Tierarten. Zum Gebiet gehört ein Höhlensystem mit Fledermausbeständen und ein Steinbruch als geologischer Aufschluss.